# مجزرة مدرسة العودة 2024
مجزرة مدرسة العودة هي مجزرة ارتكبتها إسرائيل بشنها عبر سلاحها الجوي غارة على مدرسة فلسطينية تديرها الأونروا في عبسان الكبيرة بالقرب من مدينة خان يونس والتي تم تحويلها إلى مأوى للنازحين. وأدت المجزرة إلى استشهاد نحو 29 شخصًا وإصابة العشرات ومعظمهم من النساء والأطفال. والعديد من الضحايا لاجئين من رفح في أعقاب الهجوم الإسرائيلي على رفح، كان الهجوم هو الهجوم الرابع على مدرسة فلسطينية يشنه الجيش الإسرائيلي خلال الأيام الأربعة السابقة.

## ردود الفعل
- حركة حماس: أدانت حركة حماس المجزرة وقالت الحركة في بيان: «إن قصف المدرسة يعد إمعانا إسرائيليًا بحرب الإبادة وتأكيدًا على مضي الاحتلال في جرائم القتل غير آبه بعواقب جرائمه، ولا بالقوانين والمعاهدات التي وُضعت لحماية المدنيين في الحروب» ودعت «الشعوب العربية ومن سمتهم بشعوب العالم الحر إلى الحراك نصرة للشعب الفلسطيني، كما دعت أهالي الضفة الغربية إلى تفعيل كل أدوات الدعم للاشتباك مع إسرائيل» ودعت «لمسيرات غضب في كل مدن العالم لإدانة المجازر، وللمطالبة بوقف الحرب المستمرة على القطاع المحاصر».[3][4]